# 169-я танковая бригада
169-я танковая бригада — соединение (танковая бригада) бронетанковых и механизированных войск РККА, в период Великой Отечественной войны.
Сокращённое действительное наименование — 169 тбр.

## История
Сформирована 8 марта 1942 года в Куйбышеве, на основании Директивы НКО № 723499сс от 15 февраля 1942 года, по штату № 010/345 от 16 февраля 1942 года.
Первый бой бригада приняла в июле 1942 года за Доном, западнее города Калач-на-Дону, в большой излучине Дона в начальный период Сталинградской битвы.
Впоследствии бригада вела оборонительные бои на ближних подступах к Сталинграду и уличные бои.
После оборонительных боев в Сталинграде, пополнившись всем необходимым[прояснить], бригада участвовала в неудачном наступлении на ростовском направлении.

Боевой путь бригады прошёл через города:
- Сталинград
- Калач-на-Дону
- Белая Калитва
- Каменск-Шахтинский
- Ворошиловоград

Весной 1943 года, бригада, совершив 300 километровый марш, участвовала в боях за Харьков, а затем, летом 1943 года, в сражении на Курской дуге. За стойкость и мужество, проявленные личным составом в боях под станцией Прохоровка, бригаде было присвоено звание гвардейской (60-я гвардейская танковая бригада).
19 сентября 1943 г. преобразована в 60-ю гвардейскую танковую бригаду.
- После курского сражения бригада вела бои по освобождению левобережной Украины. В этих боях бригада шла по маршруту:
- станция Прохоровка;
- Беленихино;
- Лучки;
- Красная Яруга;
- Тростянец;
- г. Лебедин;
- Шатурка;
- Веприк;
- Лютенька.

Вырвавшись из окружения, из района села Лютенька совершила манёвр через г. Лебедин на г. Ромны, а далее боевой пусть прошёл через:
- Лоховицуа;
- с. Демки;
- г. Переяславль-Хмельницкий и вышла к реке Днепр.

В этих боях, преследуя противника, бригада понесла значительные потери и была выведена из боя на пополнение в район села Демки. В короткий период пополнившись личным составом, материальной частью, вооружением, бригада совершила марш к Дарнице через г. Киев к городу Коростышев, где вступила в бой, отражая попытки врага вновь овладеть г. Киев
После киевских боев боевой путь бригады прошёл через города и населённые пункты:
- г. Житомир;
- ст. Киверцы;
- г. Любомль;
- г. Турийск.

Миновав западную границу СССР, бригада вступила на польскую землю и освободила города:
- г. Хелм;
- г. Люблин;
- г. Гарволин;
- предместье Варшавы г. Прага;
- г. Родземин;
- г. Сероцк;
- г. Цеханув;
- г. Млава.

Преодолев границу Польши с Восточной Пруссией, бригада брала немецкие города:
- г. Лиузбарк;
- г. Дойч-Айлау;
- г. Либштадт;
- г. Вормундт.

С выходом наших войск на побережье Балтики, она совершила марш-манёвр в район польского города Кульм, где переправилась через р. Висла и стала наступать на г. Старогард, Данциг. Овладев совместно с частями корпуса г. Данциг, бригада, продвигаясь на запад по Померании, в направлении на г. Штетин, вышла к гор. Пренцлау и, достигнув села Шапово, завершила свой боевой путь в Великой Отечественной войне.

## Командование бригады

### Командиры бригады
- Коденец, Александр Петрович (25.03.1942 — 06.02.1943), полковник;
- Степанов, Иван Яковлевич (07.02.1943 — 19.09.1943), подполковник[3][4]

### Военные комиссары бригады, с 09.10.1942 — заместители командира бригады по политической части
- Писарев Григорий Михайлович (19.03.1942 — 16.06.1943), старший батальонный комиссар, с 8.12.1942 подполковник;
- Степыкин Михаил Георгиевич (16.06.1943 — 19.09.1943), подполковник[5]

### Начальники штаба бригады
- Гринкевич, Франц Андреевич (06.1942 — 10.1942), майор
- Жирнов (10.1942 — 12.1942), майор
- Гершман Шимон Шмулевич (12.1942 — 27.03.1943), майор
- Сомов Андрей Александрович (01.04.1943 — 19.09.1943), подполковник

## Герои Советского Союза
- Ириков, Николай Романович, младший лейтенант, командир танка Т-34 371-го танкового батальона.

## Комментарии
1. ↑  В составе бригады имелось два танковых батальона штата № 010/346, каждый их которых имел 23 танка - 5 KB-1, 10 Т-34 и 8 Т-60. Постепенно на такую организацию переводились бригады штата № 010/303 - 010/310. Итого бригада имела 10 KB-1, 20 Т-34 и 16 Т-60; всего 46 танков[1].